# 德赫里
德赫里（Dehri），是印度比哈尔邦Rohtas县的一个城镇。总人口119007（2001年）。

## 人口
该地2001年总人口119007人，其中男性63552人，女性55455人；0—6岁人口17866人，其中男9262人，女8604人；识字率66.24%，其中男性为74.12%，女性为57.20%。